# Conjunto Académico João Paulo
Conjunto Académico João Paulo (dt.: Akademische Musikgruppe João Paulo) war eine portugiesische Beat-Band von der Insel Madeira.

## Geschichte
Die Gruppe wurde 1962 von João Paulo Agrela mit einigen Mitschülern am Gymnasium Liceu de Jaime Moniz in Funchal gegründet, um auf Schulfesten zu spielen. 1964 gewannen sie einen lokalen Bandwettbewerb, der ihnen Auftritte in der Hauptstadt Lissabon einbrachte, insbesondere im Teatro Monumental. In der Folge waren sie Gast in der Fernsehsendung TV Clube und nahmen eine EP für Valentim de Carvalho auf, die bedeutendste Schallplattenfirma in Portugal. Die EP beinhaltete drei Originalversionen (La Mamma, Hello Dolly! und Ma vie), und eine portugiesischsprachige Version (Eu tão só, dt.: Ich so allein) des Charles-Aznavour-Stücks Et pourtant. Anschließend nahmen sie ein zweiwöchiges Konzert-Engagement am Teatro Politeama in Lissabon an, nach dessen Ablauf sie nach Madeira zurückkehrten. Ihre Arrangements vereinten moderne Musikstile mit den Hörgewohnheiten zeitgenössischer Unterhaltungsmusik in Portugal. Insbesondere die Harmonien im Vortrag, und der Gesang des Sängers hoben die Band von anderen ab. Sie nahmen in der Folge eine weitere EP auf, auf der mit Hully Gully do Montanhês (dt. etwa: Hully Gully des Bergbewohners) ihr erster und bedeutendster selbstgeschriebener Hit war.
Es folgten eine Reihe weiterer Schallplatten, die ihnen zahlreiche Schallplattenpreise in Portugal einbrachten, und die zum Teil auch im Ausland veröffentlicht wurden. 1966 erschien mit Conjunto Académico João Paulo no Teatro Monumental die erste LP einer portugiesischen Pop/Rock-Band, und sie wurde zudem die erste über 10.000 Mal verkaufte LP in Portugal. Es waren darauf jedoch nicht nur Aufnahmen aus dem Teatro Monumental, sondern überwiegend Stücke ihrer vorhergehenden Veröffentlichungen, die hier mit Applaus unterlegt wurden.
Von 1966 bis 1969 wurden sie zum Militärdienst in den Portugiesischen Kolonialkrieg eingezogen. Dabei spielten sie auch Konzerte für Soldaten in Guinea-Bissau und Mosambik, während in Portugal weiterhin Schallplatten mit Aufnahmen von ihnen erschienen. 1969, nach ihrem Militärdienst, strukturierte sich die Gruppe um. So kamen vom Quinteto Académico der belgische Jazz-Schlagzeuger Adrien Ransy und José Manuel Fonseca, der hier nun Saxofon spielte. Sie spielten zahlreiche Versionen insbesondere von kalifornischen Popstücken und Soul-Hits, die sie teils mit der Gastsängerin Vickie (Victoria Busisiwe Mhlongo) aus Südafrika darboten.
Der Solo-Erfolg des Band-Gitarristen Sérgio Borges beim Festival da Canção 1970, bei dem die Band als Begleitband fungierte, verstärkte die zunehmenden Auflösungstendenzen innerhalb der Gruppe. Nach dem ausgebliebenen Erfolg der EP Lavrador 1971 formierte sich die Gruppe um. Fortan trat sie im Wesentlichen nur im Hotel Reid’s Palace in Funchal auf und veröffentlichte nur noch wenige Aufnahmen. 1979 löste sich die Gruppe auf.
Nachdem 2004 mit José Gualberto der Schlagzeuger der Band gestorben war, verstarb am 23. April 2007 der Gründer und Namensgeber der Band, João Paulo Agrela. Auch der Sänger und Texter der Gruppe, Sérgio Borges, ist inzwischen gestorben, am 17. Dezember 2011 in Funchal.

## Diskografie
- 1964: Conjunto Académico João Paulo (7", 4-Song-EP)
- 1965: + 1 Disco = 4 Sucessos (7", 4-Song-EP)
- 1965: De Novo Com João Paulo e o seu Conjunto Académico (7", 4-Song-EP)
- 1965: Conjunto de João Paulo (It´s Over) (7", 4-Song-EP)
- 1966: Conjunto Académico João Paulo (Diz-lhe) (7", 4-Song-EP)
- 1966: Eurovisão 1º e 2º Prémio (7", 4-Song-EP)
- 1966: Conjunto Académico João Paulo no Teatro Monumental (LP)
- 1967: Poema de um homem só (7", 4-Song-EP)
- 1967: L´amour est bleu (7", 4-Song-EP)
- 1967: Kilimandjaro (7", 4-Song-EP)
- 1967: O Louco (7", 3-Song-EP)
- 1968: A Shadow Rounds the Tomorrow Sounds (7", 3-Song-EP)
- 1971: Lavrador (7", 4-Song-EP)
- 1972: Mar (7", 4-Song-EP)
- 1972: Meu Corpo e Minha Seiva (7"-Single)
- 1972: Nascer (Birth) (7", 4-Song-EP)
- 1981: Antologia da Música Popular Portuguesa (Best-of-LP, CD-Veröffentlichung 1998)
- 1993: Os Grandes Êxitos do Conjunto Académico João Paulo (Best-of-CD)
- 1996: Colecção Caravelas (Best-of-CD)
- 2008: Eu tão só - Integral vol.1 (1964 - 1968) (Doppel-CD, Werkschau)